# Tortura

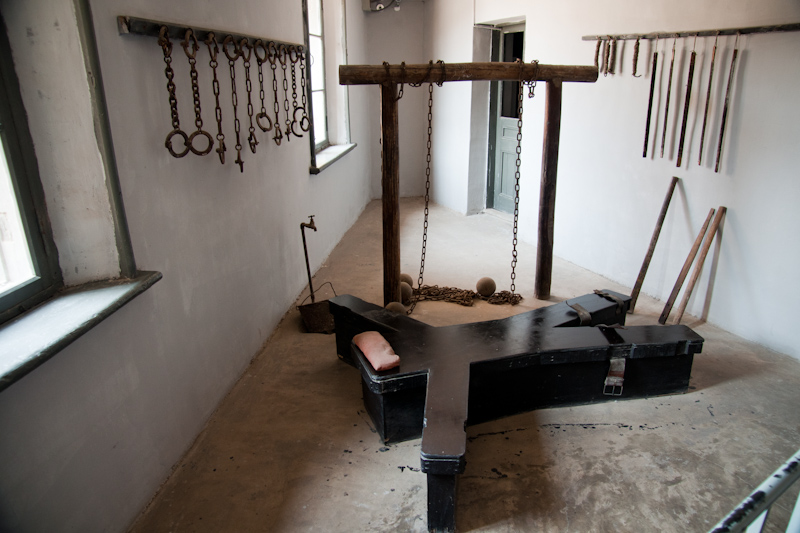
Antica camera di tortura a Lüshunkou

La tortura è un metodo di coercizione fisica o psicologica, talvolta inflitta con il fine di punire o di estorcere delle informazioni o delle confessioni o in alcuni casi per puro divertimento e sadismo; molte volte accompagnata dall'uso di strumenti particolari atti ad infliggere punizioni corporali. In ambito di diritto penale preclassico si considerava più un mezzo per ottenere una prova che una punizione o pena corporale.

## Storia

### Nell'età antica

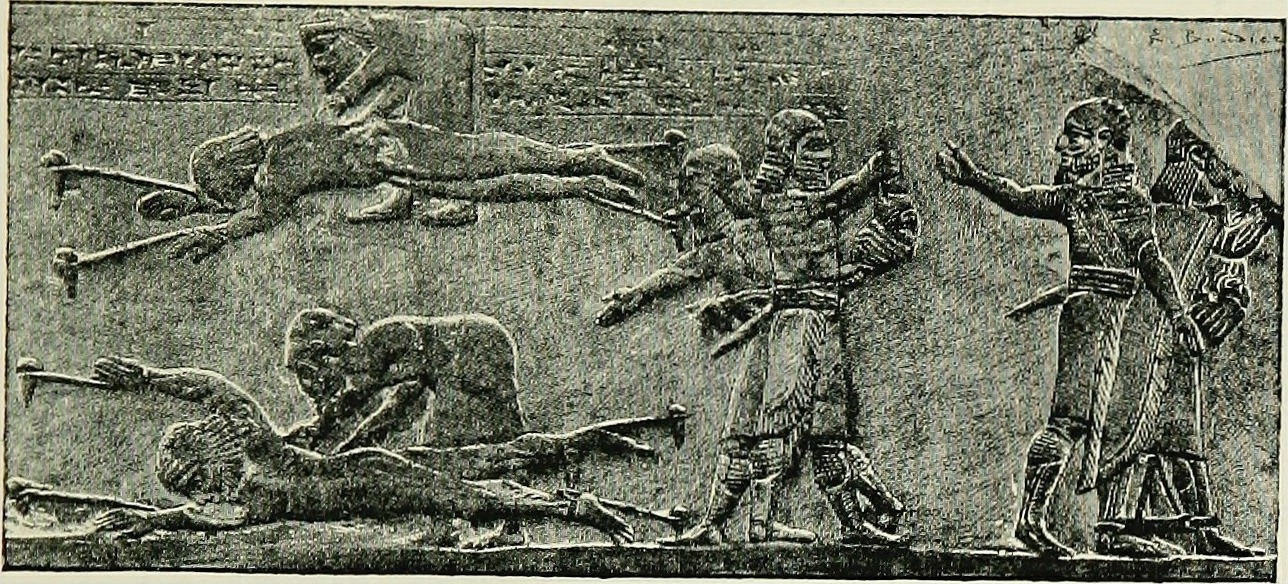
Rilievo assiro che rappresenta torture inflitte a capi elamiti dopo la battaglia di Ulai (653 a.C.)

Nel primo caso viene applicata nei confronti degli schiavi, la cui testimonianza, a parte rare e determinate eccezioni, non avrebbe valore nel corso di un dibattimento o nelle fasi preparatorie dell'acquisizione della prova, se non fosse estorta tramite la tortura, essendo lo schiavo niente altro che uno strumento dotato di anima che risponde con il proprio corpo nel momento in cui deve dare conto all'autorità.
Nel secondo caso la tortura è il metodo attraverso il quale viene applicata una condanna a morte nei confronti degli schiavi, ma anche nei confronti di cittadini liberi, ma stranieri. Ad esempio, il diritto attico, nei casi in cui prevede la condanna a morte, ne prescrive l'applicazione tramite l'avvelenamento con la cicuta per i cittadini, come nel caso di Socrate, ma consente che l'estremo supplizio sia applicato con metodi violenti se il condannato è di un'altra città.
Tre sono le forme di tortura più gravi conosciute: l'inchiodamento a un palo (come la crocifissione), l'impalamento (cioè il far trapassare il tronco del corpo da un palo introdotto dall'ano sino alla gola) e la gogna applicata su una tavola; in tutte e tre le forme il condannato poteva rimanere per molte ore (o anche per più di un giorno) in tale posizione ad aspettare che il boia decidesse di porre fine alla sua vita. 
La prima forma, nata in Oriente e poi sviluppatasi nella crocifissione, che consiste sempre in una condanna a morte, è attestata da Erodoto (Storie, VII, 33) contro un nemico in guerra: quando gli Ateniesi, alla conclusione della seconda guerra persiana, si dedicano a consolidare il proprio controllo sull'Asia Minore, "al comando di Santippo figlio di Arifrone, avendo catturato il persiano Artaicte governatore di Sesto, lo inchiodarono vivo a un palo, egli che conducendo donne nel santuario di Protesilao a Eleunte aveva compiuto azioni empie".
Anche il sistema della gogna può trovare applicazione per mezzo di un palo (σανίς) come descritto dallo storico Duride di Samo, ripreso da Plutarco (Duride 76F67 Jacoby = Plutarco, Pericle, XXVIII), anche in questo caso in riferimento a scenari di guerra: in occasione della guerra tra Atene e Samo e dopo la sconfitta di questa nel 439 Pericle "fece portare nella piazza di Mileto i trierarchi e i marinai di Samo, li fece legare a dei pali per dieci giorni e, quando erano ormai in condizioni miserevoli, diede ordine di ammazzarli a bastonate in testa".
La gogna può anche essere applicata su una tavola, e in questo caso presenta cinque ceppi, uno per il collo e quattro per braccia e gambe. In questa posizione è costretto Parente, catturato dalle donne, nelle Tesmoforiazuse di Aristofane (vv. 930-1014). La tortura della gogna, sia applicata al palo che su una tavola, consente l'applicazione di supplizi aggiuntivi quali bastonate, frustate, scorticamenti, fare solletico e altri sistemi di sofferenza che Aristofane elenca ironicamente ne Le rane (vv. 618-621): "Crocifiggilo, appendilo, frustalo, scuoialo, torturalo, mettigli l'aceto nel naso, porta i mattoni...".
A questi due sistemi le fonti ne accostano un altro, l'apotympanismos, ma si è incerti se sia una forma diversa di tortura o un altro modo per definire le pratiche già viste: nel discorso giudiziario di accusa Contro Agorato, scritto da Lisia (XIII, 56), si parla di un certo Menestrato che, giudicato colpevole, venne affidato al boia e "ἀπετυμπανίσθη", che molti interpretano come "venne bastonato a morte", sulla base del lessico di Fozio in cui apotympanismos è spiegato come bastonatura. In questo caso si avrebbe una terza forma di tortura, distinta dall'inchiodamento e dalla gogna, e applicata in maniera indipendente da queste. Altri, più debolmente, ritengono che il termine sia da riferirsi alla pratica della gogna su tavola. La studiosa Eva Cantarella, in base a dei ritrovamenti archeologici, sostiene che tale supplizio consisteva nel legare il condannato ad un palo fino alla sua morte. Il condannato veniva legato con un anello al collo e dei ramponi metallici alle estremità.
Una forma più leggera di tortura è la marchiatura (tramite un ferro rovente) utilizzata come strumento di spregio per il nemico vinto: durante la guerra tra Atene e Samo, Plutarco (Pericle, XXVI) informa che i Sami marchiarono i prigionieri ateniesi con il disegno delle navi cosiddette "samene" (imbarcazioni panciute tipiche di Samo) in risposta agli Ateniesi che precedentemente avevano marchiato i prigionieri sami con il simbolo della civetta, cara ad Atena. È da ricordare infine una forma rituale e simbolica di tortura riferita da Erodoto (Storie, VII, 35) in quell'episodio che vede Serse, nella veste di carnefice, comminare una flagellazione e una marchiatura all'Ellesponto.
Nel mondo romano la tortura era, in età repubblicana, riservata agli schiavi o agli stranieri, ma proibita nei confronti dei cittadini romani. Ma in età imperiale la lex Iulia cominciò ad ammetterla per i casi di lesa maestà anche nei confronti dei testimoni. Una forma di tortura riservata inizialmente solo agli schiavi era la crocifissione, già Plauto nei suoi scritti ne parla. La tortura nel mondo greco e romano trovava applicazione come strumento giuridico nella duplice veste istituzionale di mezzo per ottenere testimonianze valide e di strumento di punizione.

### Dal medioevo all'età moderna

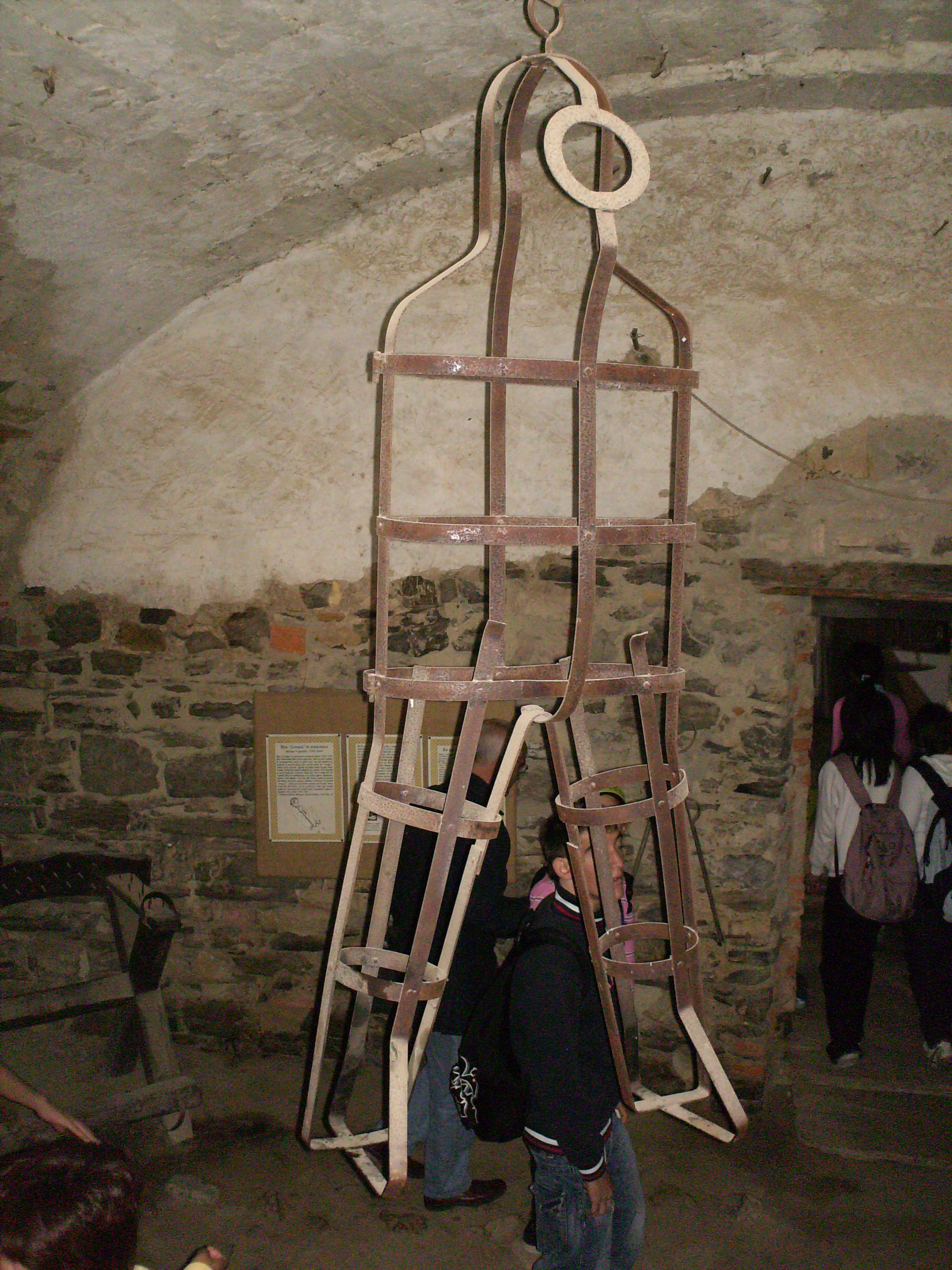
Gabbia di ferro a scopo di tortura presente nel Castello di Bardi

Già ampiamente presente sin dall'antichità e presso tutte le culture, ebbe diffusione anche in Europa dal Medioevo all'età moderna. Nel corso dei secoli furono inventati nuovi metodi di tortura, nel tentativo di rendere quest'ultima sempre più efficace. In tempi moderni, ad esempio, si fa anche ampio ricorso all'elettricità, sia con apparecchiature complesse sia con strumenti più "semplici" come la picana.
Le torture più lunghe e crudeli sono sempre state riservate agli oppositori politici o ai regicidi, essendo primario interesse dei dominanti quello di difendere il proprio potere. L'esecuzione, dopo la condanna, di varie torture sulla pubblica piazza sino alla morte del condannato era diretta a terrorizzare i sudditi dal violare la legge o comunque della volontà del re. Oltre che come ricerca di mezzi di prova (e prova principe nel Medioevo sino all'età contemporanea era ritenuta la confessione dell'imputato, comunque ottenuta), varie forme di tortura furono utilizzate in età medioevale e moderna anche come mezzo di punizione, essendo il carcere o prigione solo un luogo ove trattenere gli imputati ed estorcerne le confessioni e non già un luogo di punizione come è in età contemporanea. Talvolta, lo scopo di ottenere la confessione tramite tortura derivava dalla consuetudine che i beni del condannato venissero confiscati, attribuendone una percentuale sia all'accusatore sia ai giudici del processo (quale compenso del loro lavoro).
"Unicum" nella storia del diritto antico e medievale contro l'uso della tortura fu, nel 1311, la sentenza contro i Templari dell'Italia settentrionale emessa da Rinaldo da Concorezzo, vescovo di Ravenna che, assolvendo gli imputati, condannò la tortura come pratica d'indagine ed escluse l'utilizzabilità delle confessioni estorte con tali mezzi. Tuttavia questo episodio rimase un'eccezione, e si dovette aspettare il secolo dei lumi. Il primo a vietare l'uso della tortura fu infatti Federico II di Prussia nel 1740; in seguito furono molti i pensatori e gli scrittori che cominciarono a denunciarne l'uso come pratica barbara e sanguinosa (per l'Italia ricordiamo Cesare Beccaria e il suo scritto Dei delitti e delle pene del 1764). Nei primi decenni dell'Ottocento quasi tutta l'Europa aveva abolito l'utilizzo di questa pratica. Solo nel codice penale Austro-Ungarico rimase, fino al 1918, la facoltà di ordinare la "bastonatura" dell'imputato o dei testimoni da parte dell'inquisitore, pratica raramente utilizzata.

### L'utilizzo nella storia della Chiesa cattolica

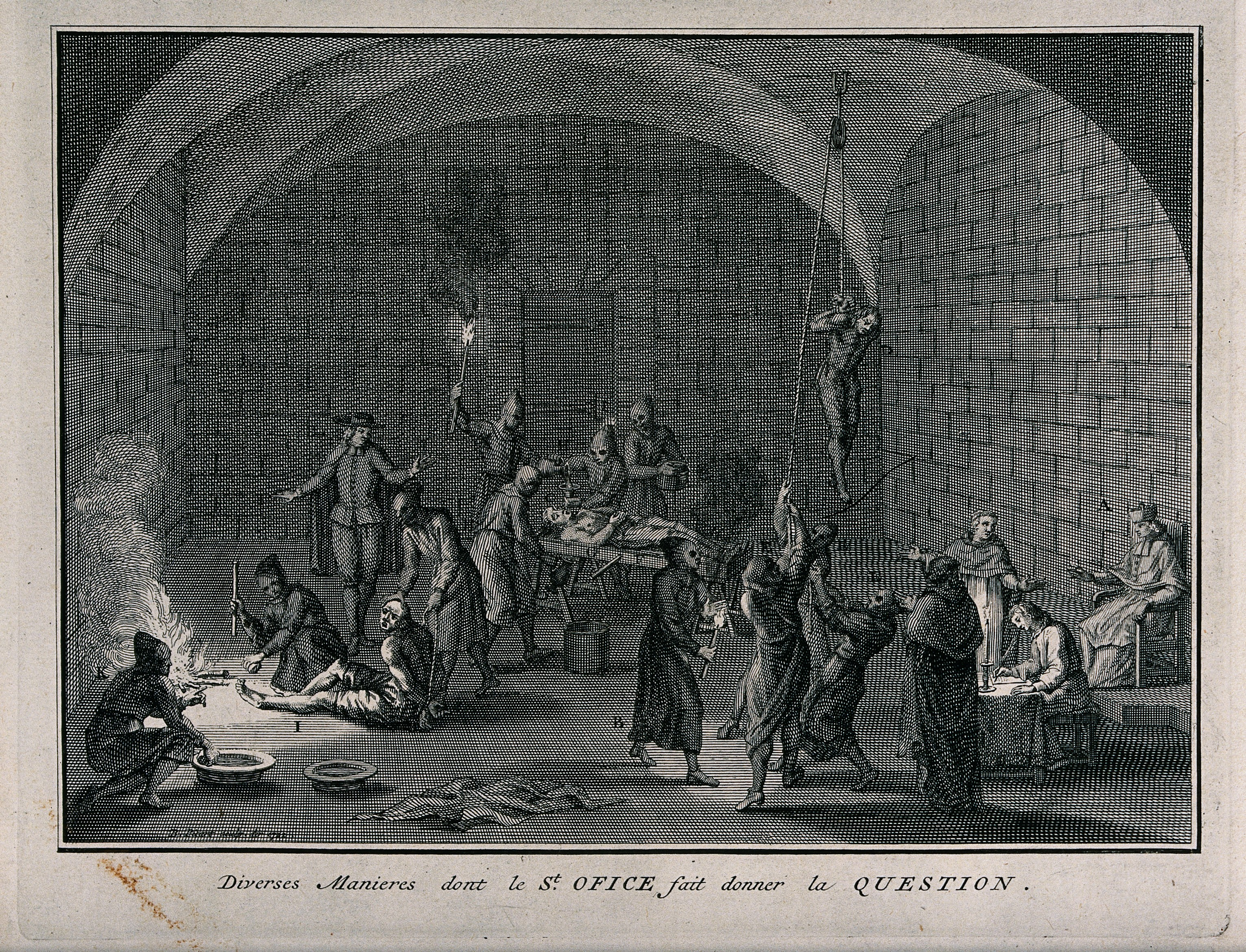
Varie torture praticate dall'Inquisizione spagnola in un'incisione del 1722

La tortura fu introdotta da papa Innocenzo IV nella bolla Ad extirpanda del 1252, durante l'Inquisizione, come strumento da utilizzare durante i processi per estorcere una confessione.. La tortura ecclesiastica ordinaria evitava di provocare fuoriuscita di sangue e quindi si svolgeva di regola con la torsione delle membra o lo stiramento del corpo sino ad arrivare allo slogamento delle membra o a strappi nei muscoli degli arti; solo in casi eccezionali il vescovo del luogo o Roma potevano autorizzare torture più invasive o la rottura sistematica delle ossa. La Chiesa applicava poi la pena di morte a chi non avesse pubblicamente ritrattato dopo aver confessato sotto tortura ovvero la pena dell'ergastolo con reclusione nella cella di una propria fortezza o di un convento (a volte con la porta murata, a volte con l'aggiunta di ulteriori privazioni o castighi, di solito restrizioni alimentari), ma qualche volta anche in un'abitazione privata, anche se spesso per persone di riguardo era sufficiente una multa. Esempi celebri sono Giuseppe Balsamo, detto Conte di Cagliostro, che scontò l'ergastolo nella fortezza di san Leo, di giurisdizione papale, con il supplemento di dieci bastonate al giorno; e Galileo Galilei che, dopo aver ritrattato sotto minaccia di tortura e confermato la sua pubblica ritrattazione anche senza tortura, grazie alla protezione dei Medici di Firenze, poté scontare la pena dell'ergastolo nella villa medicea di Arcetri. Le pene più severe (rogo) erano riservate agli eretici che avessero propagandato dottrine non ortodosse, senza pubblicamente pentirsi e ritrattare (nel qual caso potevano incorrere in pene più lievi dall'ergastolo alla multa, lasciando molto arbitrio ai giudicanti, come era d'uso a quei tempi).
La stregoneria era perseguita sia dalle autorità ecclesiastiche (perché ritenuta manifestazione demoniaca) che da quelle civili, tanto che il maggior numero di presunte streghe fu ucciso nella Germania della Riforma dalle autorità civili. La posizione attuale del mondo cattolico e il problema della sua illiceità è espressa nel pensiero di papa Pio XII:
La tortura fu bandita da Pio VII con motu proprio del 6 luglio 1816 "Quando per ammirabile disposizione".

### Età contemporanea
(Jean-Paul Sartre, Prefazione a La tortura di Henri Alleg)

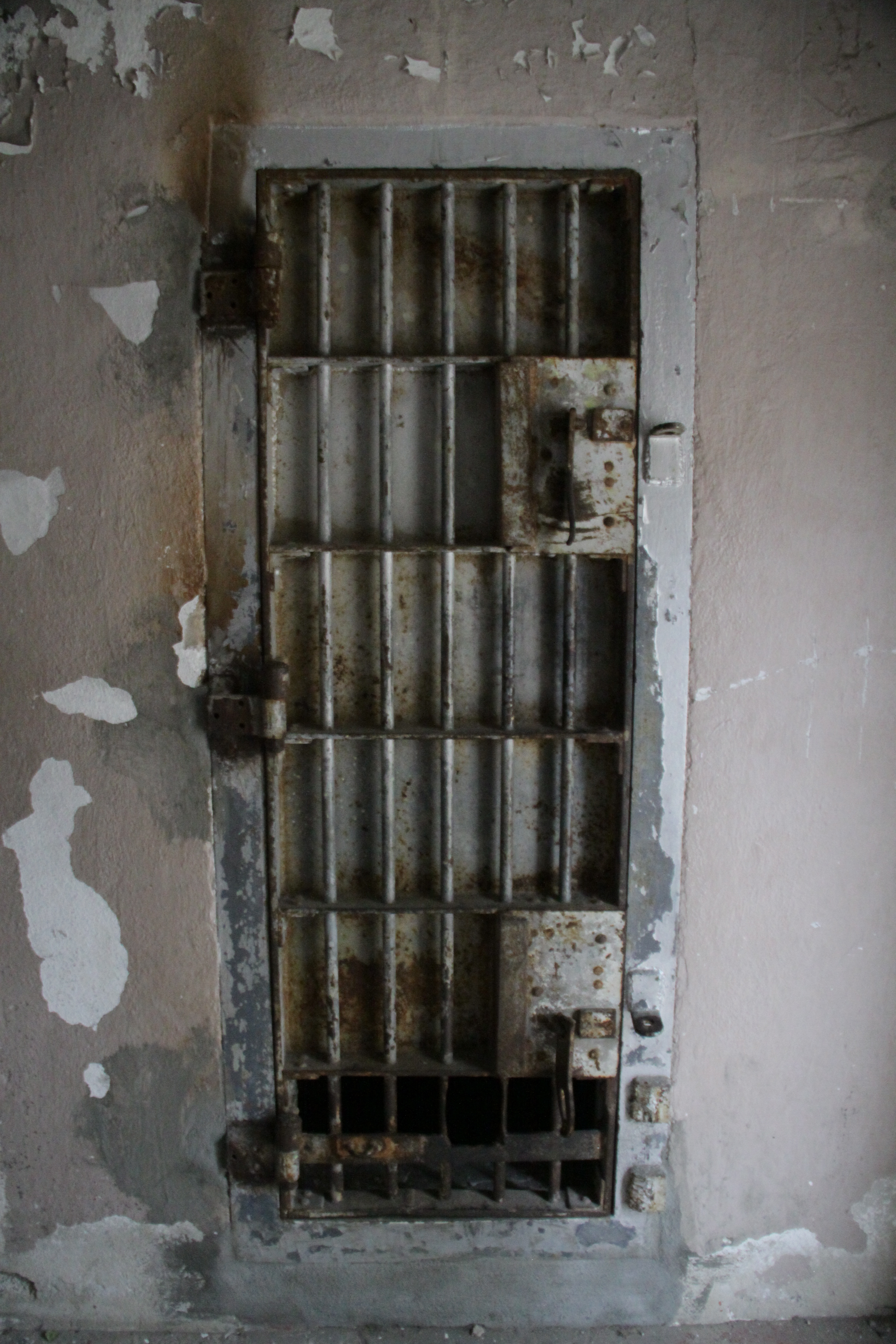

Nonostante tutto, in molti paesi del mondo la tortura è tuttora usata sia come soluzione per punire criminali che come mezzo per estorcere informazioni, come denunciato da varie associazioni che si occupano della difesa dei diritti umani, tra le quali Amnesty International. Essa è stata usata dal regime nazista e da quelli sudamericani con grande frequenza.
In Corea del Nord la tortura viene ancora ampiamente utilizzata oggigiorno all'interno dei gulag, nei confronti degli oppositori del regime ivi segregati.
Nella stessa Italia era diffuso sino alla metà del XX secolo il letto di contenzione come mezzo di punizione dei carcerati. Questi venivano legati, in costante trazione con cinghie alle spalle e ai piedi, a un tavolaccio con al centro un buco per gli scarichi fisiologici, ininterrottamente per il periodo di punizione, di solito quindici giorni o multipli; il malcapitato, che soffriva di continui crampi per la posizione in trazione, veniva imboccato da un altro detenuto per sopravvivere.
Soltanto dal 2017 l'ordinamento italiano prevede un reato specifico di tortura (art. 613 bis del codice penale).
Particolare impressione e polemiche nell'opinione pubblica mondiale hanno sollevato le torture inflitte dal personale militare degli Stati Uniti d'America presso la prigione di Abu Ghraib in Iraq nel 2003 e i sospetti che trattamenti assimilabili alla tortura siano applicati da specialisti americani in altri paesi alleati, oltre che nel carcere statunitense di Guantanamo Bay, base militare in territorio cubano; tra queste sicuramente vi è la privazione del sonno, tecnica poi abbandonata in quanto le dichiarazioni estorte con essa si rivelarono estremamente inaffidabili, e l'esposizione al freddo, per ammissione delle autorità statunitensi.

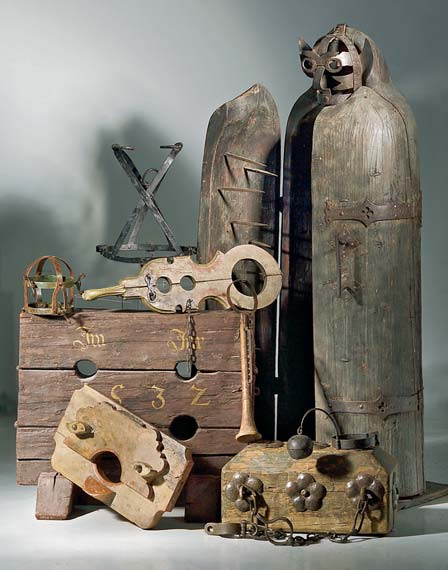
Varietà di strumenti di tortura includendo, a destra, la vergine di ferro di Norimberga.

## Descrizione
La tortura comprende:
- in senso letterale proprio, la torsione delle membra, con riferimento al barbaro tormento corporale che si infliggeva nel Medioevo (e sino all'età contemporanea) all'imputato, perché confessasse il delitto e/o rivelasse il nome dei complici, e anche, ma meno frequentemente, ai testimoni per farli parlare;
- le sofferenze di qualsiasi tipo e le violenze, fisiche o psicologiche o farmacologiche, inflitte a spie o prigionieri per ottenere informazioni di interesse giudiziario o militare;
- per estensione, ogni forma di costrizione fisica o morale ai danni di qualcuno al fine di estorcergli qualche cosa o per pura crudeltà.

La tortura veniva utilizzata nel segreto delle prigioni anzitutto per ottenere informazioni o la confessione, considerata la prova regina della colpevolezza. Ottenuta (quasi sempre) la confessione e comminata la condanna, il condannato veniva portato sulla pubblica piazza (di solito all'alba del giorno seguente la condanna), ove gli venivano inferte in pubblico ancora varie torture, sino a che dopo un tempo più o meno lungo sopraggiungeva la morte.

## Metodi e tecniche
- La ruota: utilizzata soprattutto nel XVIII secolo per punire criminali. La vittima veniva distesa supina su una ruota di carro e legata ai raggi. Successivamente il boia le fracassava le ossa a una a una sino alla confessione oppure, nel caso di esecuzione, finché gambe e braccia non entrassero nei raggi della ruota. Infine la ruota veniva issata su un palo, alla cui base veniva acceso un piccolo fuoco, di modo che la vittima, ancora viva, finisse arrostita a fuoco lento nel giro di qualche ora. Una variante era che il corpo della vittima, legato allo stesso modo ai raggi della ruota, venisse lanciato per un dirupo irto di rocce appuntite.
- La flagellazione: il condannato veniva legato per i polsi a un palo e frustato sulla schiena o sul torso; alcuni tipi di frusta erano muniti di uncini alle estremità, in modo da rendere la pena ancora più dolorosa. Abbastanza noto il caso dello  knut, un tipo di sferza usata in Russia nel passato, munita di rostri affilati, che portava il condannato a una morte certa per emorragia, dovuta alla perdita di grandi quantità di carne, pelle e sangue.
- Il rogo: tortura utilizzata soprattutto per uccidere gli eretici e gli accusati di stregoneria. La vittima veniva solitamente legata viva a un palo, circondata da cataste di legna e paglia a cui veniva poi appiccato il fuoco. Di solito se la vittima si era pentita - e per la modestia dei fatti fosse sufficiente una pena più lieve - veniva prima strangolata e poi bruciata.
- Lo stiramento: tortura inventata dagli Egizi e usata successivamente dai Babilonesi, consisteva nel legare la vittima su un banco apposito munito di corde e pulegge. Il corpo della vittima veniva allungato fino a provocare il dislocamento delle articolazioni, lo smembramento della spina dorsale e la lacerazione dei muscoli. Una versione simile fu usata nel Medioevo e chiamata cremagliera, il banco a volte era ricoperto di lame affilate e spuntoni di ferro.[senza fonte]
- La mutilazione: utilizzata soprattutto nel medioevo, la mutilazione era prevista per ladri e briganti, e consisteva nell'amputazione di parti del corpo. Lo strumento più utilizzato in questo tipo di torture era la sega; a volte il malcapitato veniva tagliato a metà.[senza fonte]
- Pinze e tenaglie: utilizzate nel Medioevo, pinze e tenaglie, spesso arroventate, venivano utilizzate per strappare e straziare la carne.[senza fonte]
- La sospensione: il condannato veniva legato a un palo o a una croce e lasciato morire di stenti; solitamente la tortura veniva intensificata legando dei pesi al corpo della vittima, che subiva la disarticolazione degli arti.[senza fonte]

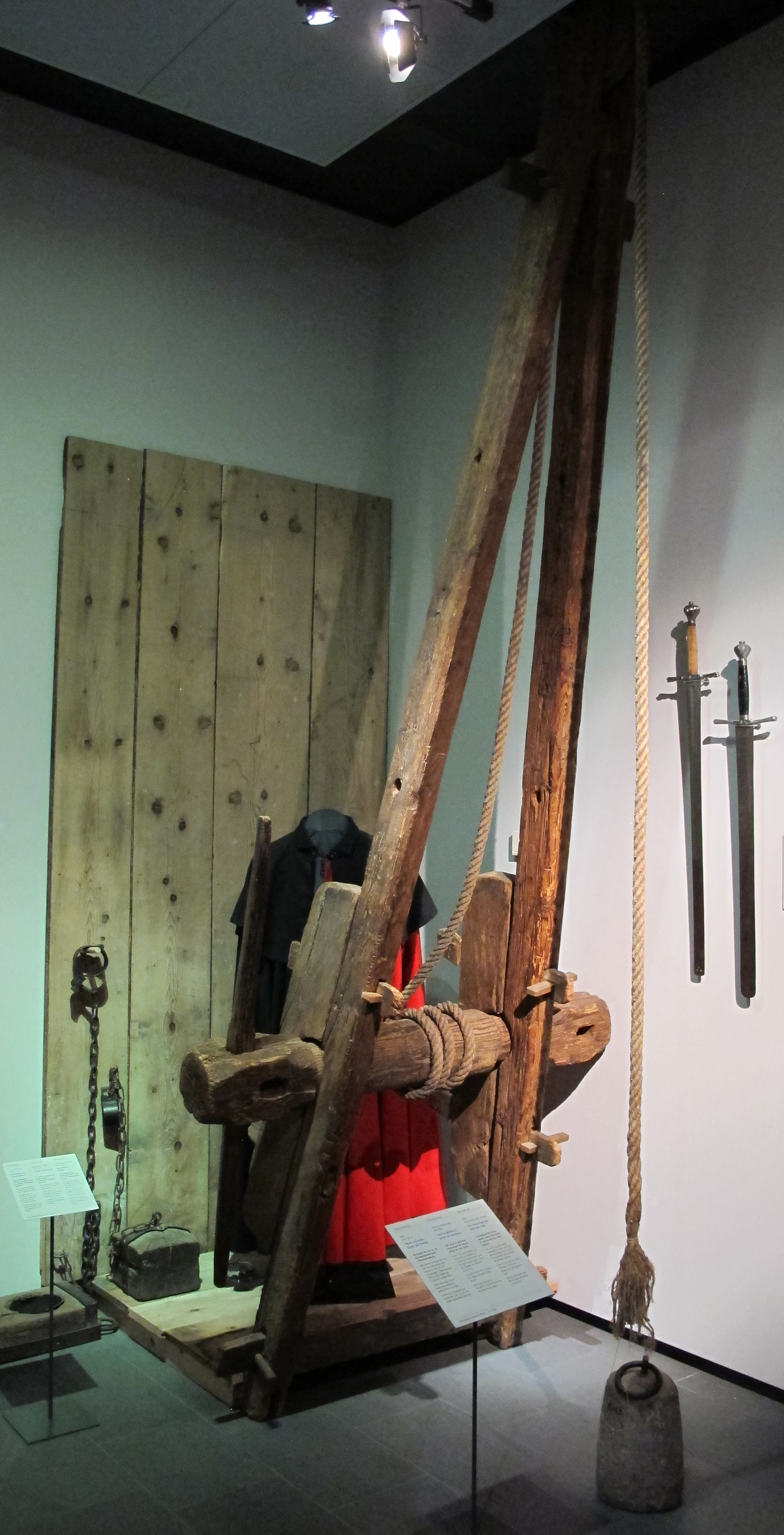
Argano utilizzato per infliggere la pena dei tratti di fune (Historisches Museum di Berna)

- Tratti di fune: il supplizio consisteva nel legare le mani dietro la schiena e di sollevare, tramite una carrucola e una corda legata ai polsi, il condannato, issandolo per un certo numero di "tratti" che provocavano molto dolore e danni anche permanenti alle articolazioni delle braccia.
- Il supplizio dell'eretico: utilizzata sui condannati per eresia, consisteva in un collare cui erano fissati due forchettoni opposti, uno che puntava sul torace e l'altro sotto il mento, costringendo la vittima a tenere il collo arcuato all'indietro.[senza fonte]
- L'annegamento:  utilizzato nel Medioevo per punire gli atti di stregoneria, la vittima veniva legata mani e piedi e gettata nell'acqua. Un altro metodo usato per i colpevoli di parricidio consisteva nel rinchiudere in un sacco la vittima assieme a un gatto, un gallo, una scimmia e un serpente e poi annegarla. Di solito veniva legato un peso al corpo, in modo da impedire un'eventuale fuga.[senza fonte]
- Lo squartamento: alla vittima veniva aperto l'addome e poi estratte le viscere. Oppure il condannato veniva legato a quattro cavalli, che, incitati in direzioni opposte, provocavano lo smembramento della vittima. Di solito la pena era prevista per l'attentato alla vita di re o principi, dopo altre torture per ottenere nomi di eventuali complici o fiancheggiatori.
- La bollitura: in alcuni regni medievali era la pena prevista per l'attentato contro re o principi; il reo veniva messo in un pentolone di acqua fredda sotto cui veniva acceso il fuoco lessando la vittima sulla pubblica piazza.
- Lo scorticamento: alla vittima veniva strappata la pelle fino al sopraggiungere della morte.
- Il toro di Falaride: la vittima veniva fatta entrare in un toro metallico cavo sotto il quale veniva acceso il fuoco in modo che diventasse una sorta di forno; alcuni condotti interni portavano le grida della vittima fino alla bocca del toro, amplificate in modo che somigliassero a un muggito.
- L'impalamento: la vittima veniva costretta a sedersi su un palo, che veniva poi sollevato in posizione verticale oppure il palo veniva infilato nell'ano alla vittima in ginocchio. Il palo penetrava nell'addome e fuoriusciva solitamente dallo sterno o dalla bocca. La vittima moriva dopo un paio di giorni circa.
- La gabbia sospesa: la vittima veniva rinchiusa in una gabbia di piccole dimensioni, sollevata dal terreno, e moriva di stenti, spesso divorata e straziata da rapaci e insetti.
- la gogna: a volte per i delinquenti che avevano commesso reati di poco conto venivano installate delle gogne nelle piazze delle città.

## Nella pratica sessuale
Il francese Marchese De Sade divenne famoso per aver utilizzato ampiamente la tortura contro giovani donne per ricavarne piacere sessuale (da cui il termine sadismo), pur sostenendo che anche le sue vittime provavano piacere (oggi si usa per tale pratica sessuale il termine masochismo), pratiche sessuali che in passato si definivano perversioni sessuali.
La tortura, in forma che non arrechi danni permanenti, è usata tra partner consenzienti come pratica sessuale nell'ambito del BDSM.

## La convenzione delle Nazioni Unite
La Convenzione contro la tortura e altre pene o trattamenti crudeli, disumani o degradanti (in inglese, United Nations Convention against Torture and Other Cruel, Inhuman or Degrading Treatment or Punishment) è uno strumento internazionale per la difesa dei diritti umani, sotto la supervisione dell'ONU. La Convenzione prevede una serie di obblighi per gli Stati aderenti, fra i quali: autorizza ispettori dell'ONU e osservatori dei singoli Stati a visite a sorpresa nelle strutture carcerarie per verificare l'effettivo rispetto dei diritti umani, stabilisce il diritto di asilo per le persone che al ritorno in patria potrebbero essere soggette a tortura.
Il Comitato contro la tortura, tra i vari comitati dei Diritti Umani, è uno di quelli più efficaci e incisivi; tuttavia il Comitato può esercitare controlli solo se uno Stato contraente dichiara espressamente di accettarli. La Convenzione è stata approvata dall'Assemblea dell'ONU a New York il 10 dicembre 1984, ed è entrata in vigore il 26 giugno 1987. Al giugno 2008, è stata ratificata da 145 Paesi. Il 26 giugno è la giornata internazionale di sostegno alle vittime della tortura.
L'Italia ha sottoscritto la Convenzione ONU, ma, nonostante molti solleciti anche a livello internazionale e le diverse petizioni popolari al riguardo, il Parlamento italiano ha approvato il disegno di legge che introduce il reato di tortura nel Codice Penale solo nel luglio 2017, a 30 anni dalla Convenzione. La nuova legge ha incontrato dure critiche in Italia e all'estero perché la definizione di tortura che vi compare differisce in modo sostanziale dalla più equilibrata definizione data nella Convenzione ONU. In particolare la maggior parte delle critiche riguarda il fatto che nel testo di legge la tortura viene considerata tale solo in presenza di atti ripetuti.
Molti dei casi riguardanti i comportamenti delle forze dell'ordine italiane durante i fatti del G8 di Genova del 2001 erano stati condannati come tortura dalla Corte Europea per i Diritti dell'Uomo in assenza di una legislazione al riguardo in Italia, e la nuova legge italiana non sarebbe applicabile per la maggior parte di quei casi. Del testo di legge sono stati criticati anche il riferimento alla verificabilità del trauma psichico e i tempi ordinari di prescrizione che prevede. Dopo mesi di polemiche, il 6 dicembre 2017 il Comitato ONU contro la tortura ha presentato le proprie conclusioni sullo studio del testo di legge italiano con le quali ha sollevato durissime critiche sostenendo che la legge è incompleta e lascia spazio per l’impunità. Ha quindi invitato l'Italia a modificarla perché non è conforme alle disposizioni della Convenzione ONU. Nello stesso documento vengono espresse preoccupazioni relative alla tortura anche sulla situazione delle carceri italiane e sul trattamento riservato ai migranti provenienti dalla Libia nel quadro della crisi europea dei migranti in atto. Di parere diverso fu Forza Italia, che ritenne invece la nuova legge troppo permissiva per quanto riguarda il divieto di respingimento, espulsione o estradizione di migranti provenienti da uno Stato in cui si pratica la tortura, sostenendo che i respingimenti vengono drasticamente limitati con la nuova legge e va quindi fatta una distinzione tra i paesi che applicano la tortura in maniera sistematica e quelli dove è dovuta ad abusi isolati.

## La convenzione del Consiglio d'Europa
Nel 1987 è entrata in vigore una Convenzione europea per la prevenzione della tortura e delle pene o trattamenti inumani o degradanti, ratificata da 47 Stati europei. L'Italia l'ha sottoscritta solo il 25 ottobre 2012, impiegando tuttavia diversi anni prima di inserire nel suo ordinamento giuridico il reato di tortura, approvato in via definitiva il 14 luglio 2017 con legge 110/2017, entrata in vigore il 18 luglio 2017. 
L'organo di controllo è il Comitato europeo per la prevenzione della tortura e delle pene o trattamenti inumani o degradanti, che conseguentemente non può operare per quanto possa avvenire in Italia, anche se, avendo l'Italia ratificato invece la Convenzione per i diritti dell'uomo e delle libertà fondamentali, formata sotto l'egida del Consiglio d'Europa e sottoscritta a Roma il 4 novembre 1950, che vieta espressamente (tra l'altro) ogni tipo di tortura (art. 3) per le torture che avvenissero in Italia è possibile ricorrere alla Corte Europea per i Diritti dell'Uomo, che ha comminato numerose condanne all'Italia, molte anche proprio per tortura (segnatamente il sovraffollamento carcerario). L'Italia risulta essere lo Stato europeo che ha avuto complessivamente più condanne e pagato ai ricorrenti i più sostanziosi risarcimenti.